# Pucallpa
Pucallpa a perui Ucayali megye székhelye. Lakossága meghaladja a 300 000 főt.

## Fekvése
A város Peru középső részén, Ucayali megye középpontjától északnyugatra található az Amazonas-medencében az Ucayali folyó nyugati (bal) partján. A régebbi városrészek közvetlenül a folyó mellett fekszenek, de a város folyamatosan terjeszkedik nyugati irányba. Utcahálózata nagyrészt egymást derékszögben metsző, négyzet- és téglalaphálót alkotó utakból áll. Pucallpában található a 18C jelzésű főút keleti végpontja, tőle keletre, a folyó túlpartján nagyobb települések már nincsenek, csak a hatalmas esőerdő.
Területe sík, körülbelül 154 méterrel fekszik a tenger szintje felett. A hőmérséklet átlagos maximuma 33, átlagos minimuma 21,5 °C, az éves átlag 26 °C. Az évi csapadékmennyiség 1570 mm körül van, a nagyobb mennyiség októbertől áprilisig hull.

## Gazdaság
A környék földjei nem a legalkalmasabbak a mezőgazdaság számára, de azért rizst, banánt, kávét és kakaót is termesztenek. Számos értékes fafaj él a környező erdőkben, amelyeket a helyi faipar hasznosít: Pucallpa egész Peru legfontosabb faipari központja. Folyami kikötője igen fontos szerepet játszik, és olajfinomítója is van.

## Története
Neve a kecsua nyelvből származik: a puca jelentése „föld”, míg az allpa jelentése „vörös”: a név a környék jellegzetes színű talajára utal. Ezt a nevet az első katolikus hittérítők adták a vidéknek, de a sipibó törzs tagjai már korábban is a környéken éltek, és ők ezt a vidéket May Yushinnak, azaz „ördög/démon földjének” nevezték. Jelentősebb településük azonban a mai Pucallpa helyén nekik sem volt.
Az 1830-as évek táján, amikor valóságos kaucsukláz uralkodott Peru egyes vidékein, az Ucayali folyó térségében élénk kereskedelem folyt. Ebben az időszakban telepedtek le a mai Pucallpa területén az első mesztic családok. A perui Eduardo Del Águila Tello, valamint a brazil Agustín Cáuper Videira és Antonio Maya de Brito voltak azok, akik saját maguk és peonjaik számára házhelyeket jelöltek ki. Leszármazottaik sokáig ragaszkodtak ahhoz, hogy ezeket a családokat tekintsék Pucallpa alapítóinak, de az igazság az, hogy indián csoportok már előttük is éltek a területen. Mivel azonban ezen három család hatása olyan nagy jelentőséggel bírt a városfejlődés szempontjából, mégis sokan vannak, akik valóban őket nevezik alapítóknak.
Az 1943. július 2-i 9815. számú törvény megalapította az akkor még Loreto megyéhez tartozó Coronel Portillo tartományt, amelynek székhelyéül Pucallpát jelölték ki. Az 1982. június 1-i 23416. számú törvény értelmében létrejött Ucayali megye, Pucallpa pedig megyei várossá, egyúttal megyeszékhellyé nyilváníttatott.

## Nevezetességek, látnivalók
A városnak kevés jelentős építészeti emléke van. A belváros legfontosabb tere a Plaza de Armas, és jellegzetes helyszín a folyó partján található téren elhelyezkedő 25 méter magas óratorony. A város környezetében viszont több látnivaló is akad: itt található egy 28 hektáros természeti park, ahol mintegy 400 növény- és állatfaj él, körülbelül 15 perc utazással pedig elérhető a Yarinacocha-tó.

## Képek

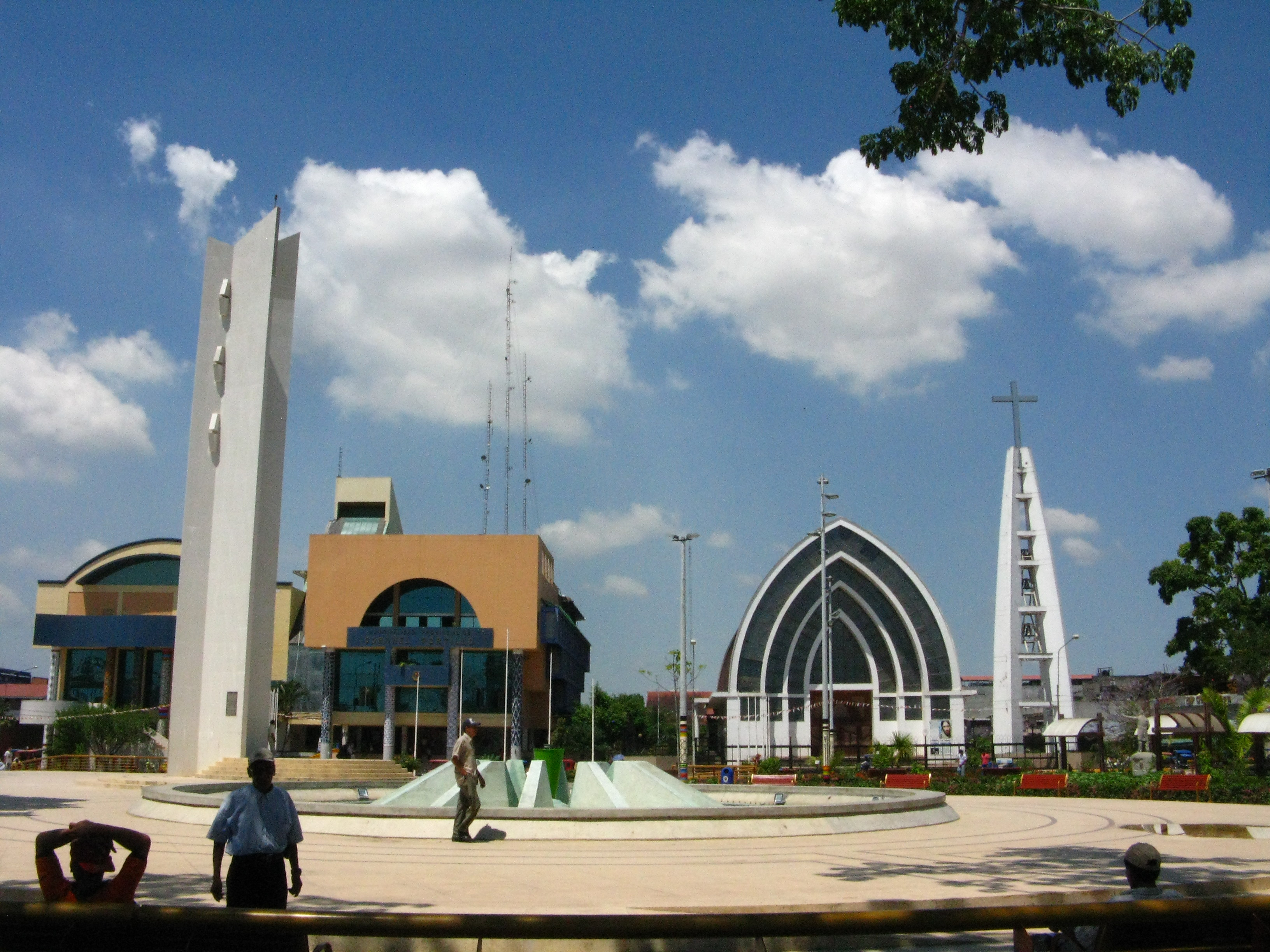
A Plaza de Armas tér a modern székesegyházzal
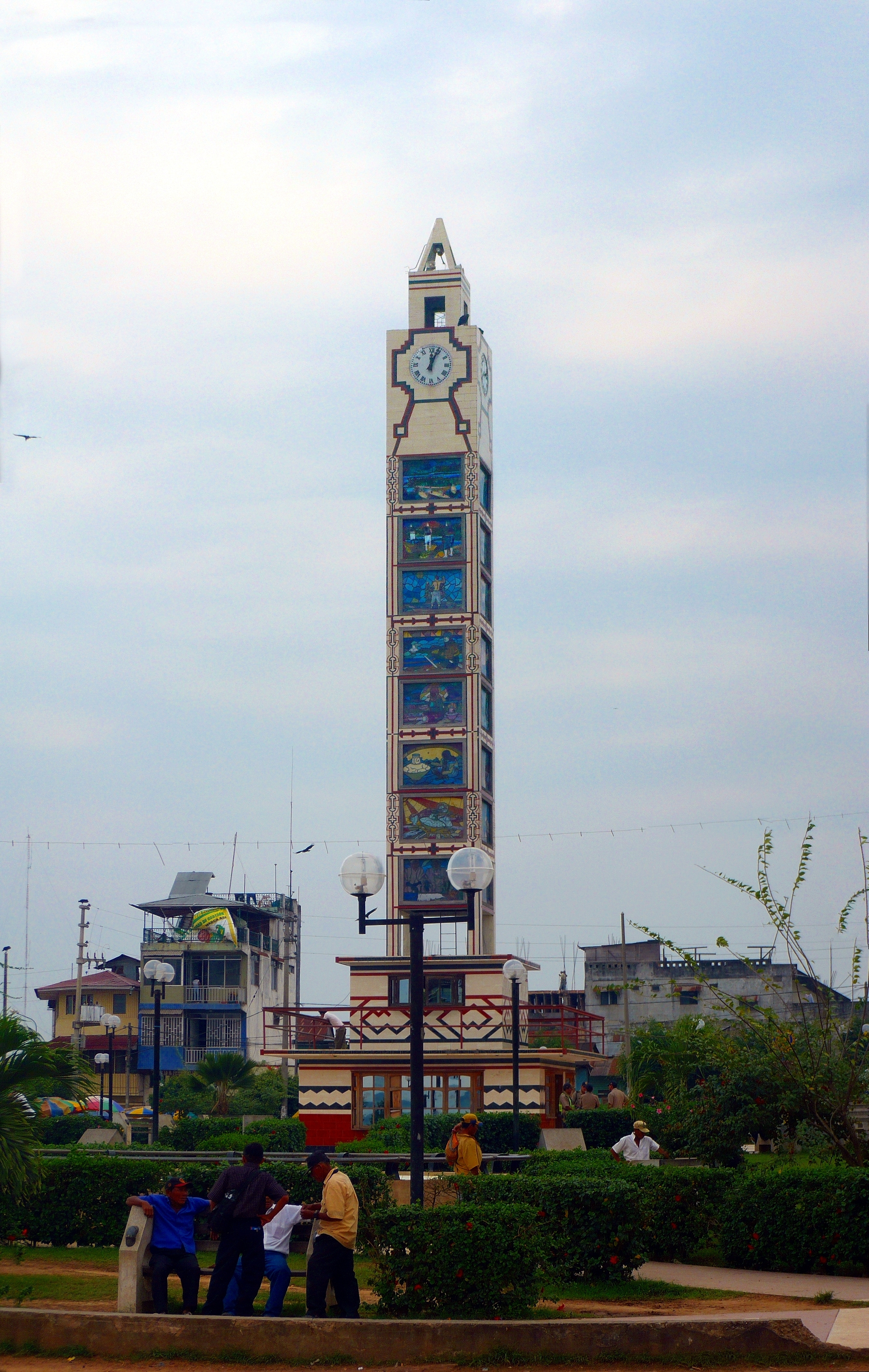
Az óratorony
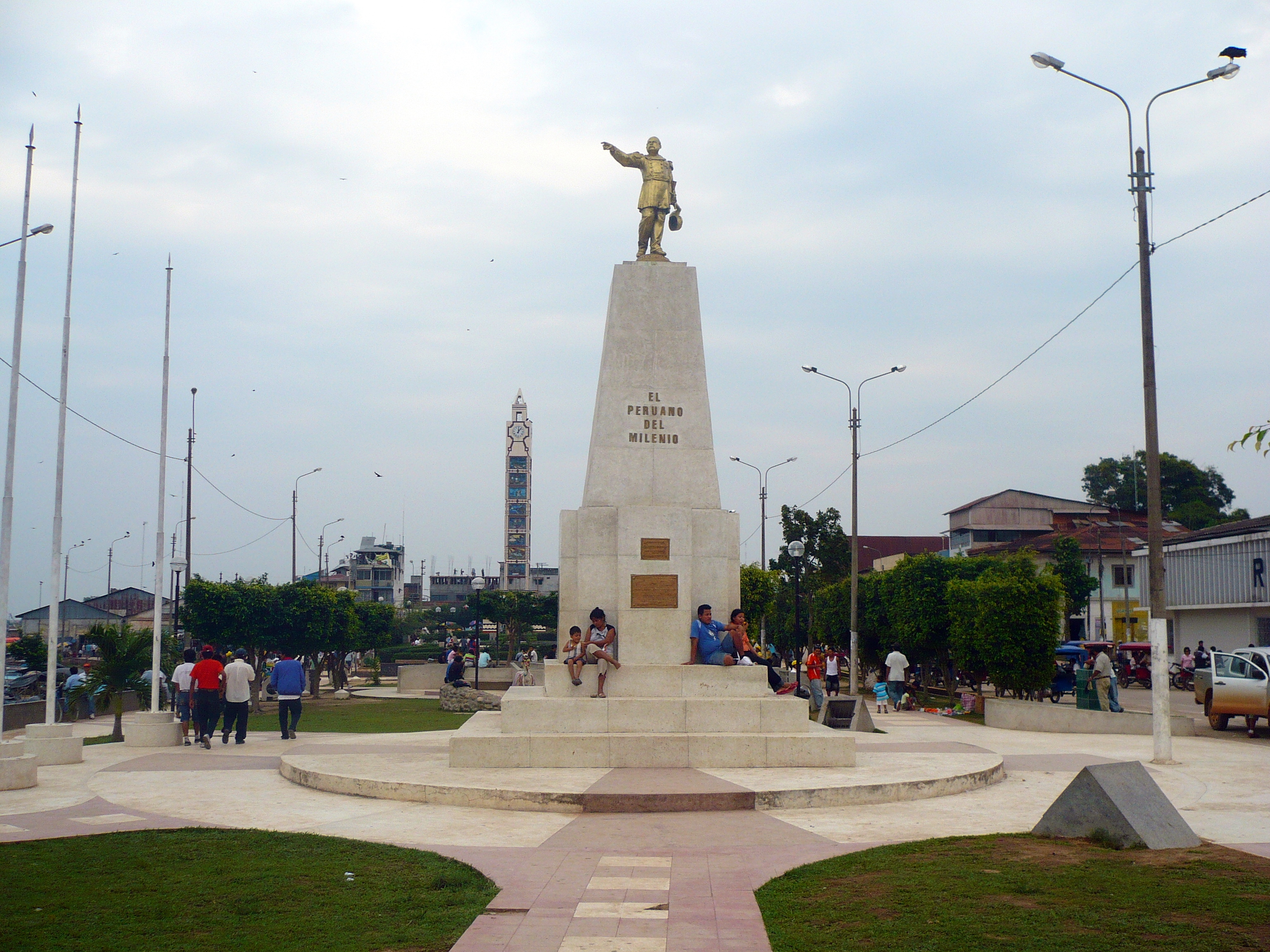
Miguel Grau emlékműve
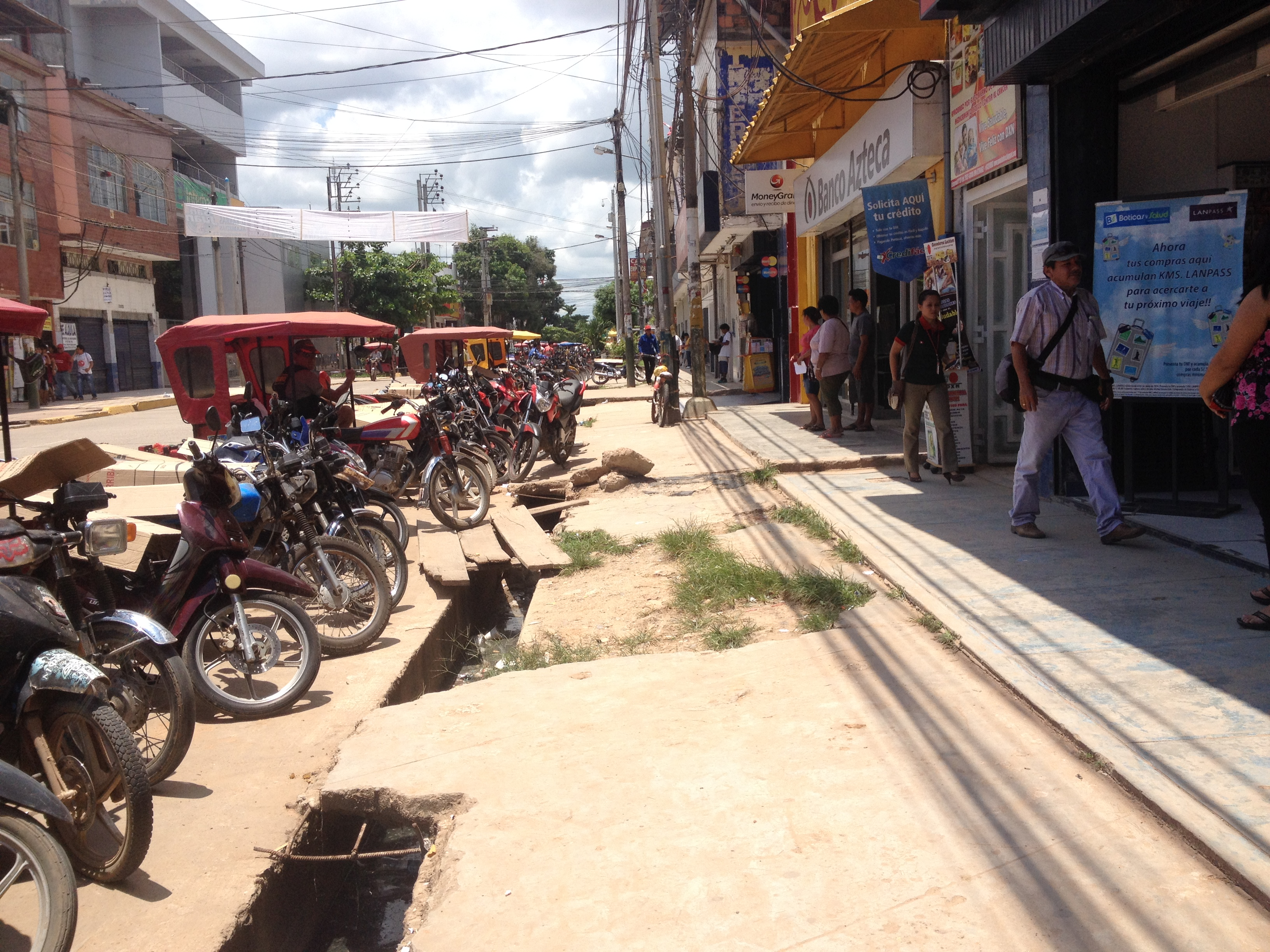
Utcakép